# Popillia clypealis
Popillia clypealis är en skalbaggsart som beskrevs av Ohaus 1897. Popillia clypealis ingår i släktet Popillia och familjen Rutelidae. Inga underarter finns listade i Catalogue of Life.